# Listă de filme britanice din 1998
Aceasta este o listă de filme britanice din 1998:

## Lista
| 1998                                    |                             |                                                                                          |                  |                                                          |
| Among Giants                            | Sam Miller                  | Pete Postlethwaite, Rachel Griffiths, James Thornton                                     | Drama            |                                                          |
| B. Monkey                               | Michael Radford             | Asia Argento, Rupert Everett, Jonathan Rhys Meyers                                       | Crime            |                                                          |
| Basil                                   | Radha Bharadwaj             | Jared Leto, Claire Forlani, Christian Slater                                             | Drama            |                                                          |
| Bedrooms and Hallways                   | Rose Troche                 | Kevin McKidd, Harriet Walter, James Purefoy, Hugo Weaving                                | Comedy drama     |                                                          |
| Besieged                                | Bernardo Bertolucci         | Thandie Newton, David Thewlis                                                            | Drama            |                                                          |
| The Big Swap                            | Niall Johnson               | Mark Adams, Sorcha Brooks, Mark Caven, Alison Egan                                       | Sexual Drama     |                                                          |
| The Brylcreem Boys                      | Terence Ryan                | Billy Campbell, Angus Macfadyen                                                          | Historical drama |                                                          |
| The Commissioner                        | George Sluizer              | John Hurt, Rosana Pastor                                                                 | Drama            |                                                          |
| Cousin Bette                            | Des McAnuff                 | Jessica Lange, Bob Hoskins                                                               | Comedy           |                                                          |
| Crossmaheart                            | Henry Herbert               | Gerard Rooney, Maria Lennon                                                              | Drama            |                                                          |
| Croupier                                | Mike Hodges                 | Clive Owen, Alex Kingston                                                                | Drama            |                                                          |
| Dad Savage                              | Betsan Morris Evans         | Patrick Stewart, Kevin McKidd                                                            | Crime/Thriller   |                                                          |
| Dancing at Lughnasa                     | Pat O'Connor                | Meryl Streep, Michael Gambon                                                             | Drama            |                                                          |
| Divorcing Jack                          | David Caffrey               | David Thewlis, Jason Isaacs                                                              | Comedy           |                                                          |
| Eight                                   | Stephen Daldry              | Jack Langan-Evans, Gina McKee                                                            | Sports           | Short film                                               |
| Elizabeth                               | Shekhar Kapur               | Cate Blanchett, Geoffrey Rush, Christopher Eccleston, Richard Attenborough, Daniel Craig | Historical drama |                                                          |
| Final Cut                               | Dominic Anciano, Ray Burdis | Ray Winstone, Jude Law                                                                   | Drama            |                                                          |
| The General                             | John Boorman                | Brendan Gleeson, Adrian Dunbar, Jon Voight                                               | Crime drama      |                                                          |
| Get Real                                | Simon Shore                 | Ben Silverstone, Brad Gorton                                                             | Drama            |                                                          |
| Girls' Night                            | Nick Hurran                 | Julie Walters, Brenda Blethyn                                                            |                  | Entered into the 48th Berlin International Film Festival |
| Gods and Monsters                       | Bill Condon                 | Ian McKellen, Brendan Fraser, Lynn Redgrave                                              | Biopic           | Life of James Whale                                      |
| The Governess                           | Sandra Goldbacher           | Minnie Driver, Tom Wilkinson                                                             | Drama            |                                                          |
| Hideous Kinky                           | Gillies MacKinnon           | Kate Winslet, Saïd Taghmaoui                                                             | Romance          |                                                          |
| Hilary and Jackie                       | Anand Tucker                | Emily Watson, Rachel Griffiths, James Frain                                              | Biopic           |                                                          |
| Humdrum                                 | Peter Peake                 | Moray Hunter, Jack Docherty                                                              | Comedy           | Animated short                                           |
| Jinnah                                  | Jamil Dehlavi               | Christopher Lee, James Fox                                                               | Biopic           |                                                          |
| Killing Time                            | Bharat Nalluri              | Craig Fairbrass, Nigel Leach, Kendra Torgan                                              | Crime/Thriller   |                                                          |
| Kurt & Courtney                         | Nick Broomfield             |                                                                                          | Documentary      |                                                          |
| The Land Girls                          | David Leland                | Catherine McCormack, Rachel Weisz                                                        | Drama            |                                                          |
| Little Voice                            | Mark Herman                 | Michael Caine, Jane Horrocks                                                             | Drama/Musical    |                                                          |
| Lock, Stock and Two Smoking Barrels     | Guy Ritchie                 | Jason Flemyng, Dexter Fletcher                                                           | Crime/Thriller   |                                                          |
| Love and Rage                           | Cathal Black                | Greta Scacchi, Daniel Craig, Stephen Dillane                                             | Drama            |                                                          |
| Love is the Devil                       | John Maybury                | Derek Jacobi, Daniel Craig                                                               | Biopic           |                                                          |
| Lucia                                   | Don Boyd                    | Amanda Boyd, John Daszak                                                                 | Drama            |                                                          |
| The Man in the Iron Mask                | Randall Wallace             | Leonardo DiCaprio, Jeremy Irons, John Malkovich, Gabriel Byrne                           | Adventure        |                                                          |
| The Man with Rain in His Shoes          | María Ripoll                | Lena Headey, Douglas Henshall, Penélope Cruz                                             | Rom com          |                                                          |
| Martha, Meet Frank, Daniel and Laurence | Nick Hamm                   | Monica Potter, Rufus Sewell                                                              | Romance/Comedy   |                                                          |
| Meeting People Is Easy                  | Grant Gee                   | Radiohead                                                                                | Documentary      |                                                          |
| Monk Dawson                             | Tom Waller                  | John Michie, Benedict Taylor, Paula Hamilton Mark Caven                                  | Drama            |                                                          |
| My Name Is Joe                          | Ken Loach                   | Peter Mullan, David McKay                                                                | Drama            | Won Best Actor at Cannes                                 |
| Orphans                                 | Peter Mullan                | Douglas Henshall, Gary Lewis, Rosemarie Stevenson                                        | Drama/Comedy     |                                                          |
| The Red Violin                          | François Girard             | Jason Flemyng, Greta Scacchi                                                             | Drama            |                                                          |
| The Sea Change                          | Michael Bray                | Sean Chapman, Maryam d'Abo                                                               | Comedy           | Co-production with Spain                                 |
| Shakespeare in Love                     | John Madden                 | Joseph Fiennes, Gwyneth Paltrow, Geoffrey Rush                                           | Romance          |                                                          |
| Sliding Doors                           | Peter Howitt                | Gwyneth Paltrow, John Hannah                                                             | Drama/Comedy     |                                                          |
| Something to Believe In                 | John Hough                  | William McNamara, Maria Pitillo                                                          | Drama            |                                                          |
| Stiff Upper Lips                        | Gary Sinyor                 | Sean Pertwee, Georgina Cates, Prunella Scales                                            | Comedy           |                                                          |
| Still Crazy                             | Brian Gibson                | Stephen Rea, Billy Connolly, Bill Nighy                                                  | Comedy           |                                                          |
| Tale of the Mummy                       | Russell Mulcahy             | Jason Scott Lee, Louise Lombard                                                          | Horror           |                                                          |
| The Tichborne Claimant                  | David Yates                 | Robert Pugh, John Kani                                                                   | Drama            |                                                          |
| Titanic Town                            | Roger Michell               | Julie Walters, Ciarán Hinds                                                              | Drama            |                                                          |
| Up 'n' Under                            | John Godber                 | Gary Olsen, Richard Ridings, Samantha Janus                                              | Comedy           |                                                          |
| Velvet Goldmine                         | Todd Haynes                 | Ewan McGregor, Jonathan Rhys-Meyers, Christian Bale                                      | Drama            |                                                          |
| Vigo: A Passion for Life                | Julien Temple               | James Frain, Romane Bohringer                                                            | Drama            |                                                          |
| Waking Ned                              | Kirk Jones                  | Ian Bannen, David Kelly, Fionnula Flanagan                                               | Comedy           |                                                          |
| Woundings                               | Roberta Hanley              | Guy Pearce, Ray Winstone                                                                 | Drama            |                                                          |